# Shy’m

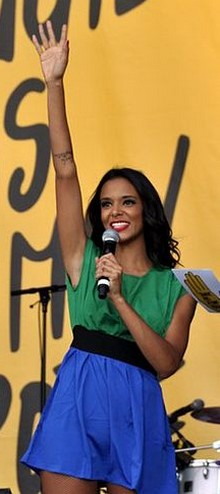
Shy’m (2011)

Shy’m [ʃaɪm] (* 28. November 1985 in Trappes, Île-de-France als Tamara Marthe) ist eine französische Sängerin und Schauspielerin.

## Biografie
Die Tochter einer metropolitan-französischen Mutter und eines aus dem französischen Überseegebiet Martinique stammenden Vaters wurde 1985 in Trappes, südwestlich von Versailles geboren. Sie begann in ihrer Kindheit Tanzstunden zu nehmen. Ihren Abschluss machte sie mit 17 Jahren.
Neben ihrem Studium arbeitete sie an einigen Gesangsaufnahmen, die sie in Paris an mehrere Major Labels schickte. Zu dieser Zeit wurde sie von dem französischen Rapper K-Maro entdeckt. Nach ihrer Entdeckung erhielt sie ihren Künstlernamen Shy’m – ein Kofferwort, bestehend aus shy (schüchtern) und Martinique (woher ihr Vater stammt).
Nachdem sie 2006 ihr erstes Album Mes Fantaisies aufgenommen hatte, gab K-Maro ihr die Chance, mit einem Auftritt auf seinem Album Million Dollar Boy mehr Bekanntheit bei der breiten Masse zu erlangen. Der Song erreichte Platz vier der französischen Singlecharts. Das Album verkaufte sich bislang ca. 400.000 Mal; die erfolgreichste Single ist Victoire aus dem Jahr 2006.
2011 nahm sie an der zweiten Staffel der französischen Ausgabe der Tanzshow Dancing with the Stars teil und gewann. Im April 2019 erschien das Album Agapé.
Als Schauspielerin übernahm sie in der 10. Staffel der französischen Krimiserie Profiling Paris die Hauptrolle der Elisa Bergman.

## Diskografie

### Alben
| Jahr | Titel                               | Höchstplatzierung, Gesamtwochen, AuszeichnungChartplatzierungen (Jahr, Titel, Platzierungen, Wochen, Auszeichnungen, Anmerkungen) | Höchstplatzierung, Gesamtwochen, AuszeichnungChartplatzierungen (Jahr, Titel, Platzierungen, Wochen, Auszeichnungen, Anmerkungen) | Höchstplatzierung, Gesamtwochen, AuszeichnungChartplatzierungen (Jahr, Titel, Platzierungen, Wochen, Auszeichnungen, Anmerkungen) | Anmerkungen                              |
| Jahr | Titel                               | FR | BEW | CH | Anmerkungen                              |
| ---- | ----------------------------------- | --- | --- | --- | ---------------------------------------- |
| 2006 | Mes fantaisies                      | FR6 Platin · (86 Wo.)FR | BEW18 (54 Wo.)BEW | CH49 (15 Wo.)CH | Erstveröffentlichung: 30. Oktober 2006   |
| 2008 | Reflets                             | FR4 (30 Wo.)FR | BEW13 (19 Wo.)BEW | CH55 (4 Wo.)CH | Erstveröffentlichung: 29. September 2008 |
| 2010 | Prendre l’air                       | FR6 ×3Dreifachplatin · (138 Wo.)FR                                                                                                | BEW29 (53 Wo.)BEW | CH78 (2 Wo.)CH | Erstveröffentlichung: 11. Juni 2010      |
| 2012 | Caméléon                            | FR1 ×2Doppelplatin · (75 Wo.)FR                                                                                                   | BEW3 (52 Wo.)BEW | CH26 (15 Wo.)CH | Erstveröffentlichung: 25. Juni 2012      |
| 2012 | L’intégrale                         | FR65 (7 Wo.)FR | BEW42 (16 Wo.)BEW | — | Erstveröffentlichung: 25. Juni 2012      |
| 2013 | ShimiTour: Paris Bercy - Le concert | — | BEW26 (18 Wo.)BEW | — | Erstveröffentlichung: 20. Mai 2013       |
| 2014 | Solitaire                           | FR8 Platin · (24 Wo.)FR | BEW17 (31 Wo.)BEW | CH30 (5 Wo.)CH | Erstveröffentlichung: 24. November 2014  |
| 2015 | À nos dix ans                       | FR4 Gold · (18 Wo.)FR | BEW7 (33 Wo.)BEW | CH43 (2 Wo.)CH | Erstveröffentlichung: 5. Oktober 2015    |
| 2017 | Héros                               | FR6 (13 Wo.)FR | BEW9 (12 Wo.)BEW | CH59 (1 Wo.)CH | Erstveröffentlichung: 1. September 2017  |
| 2019 | Agapé                               | FR20 (10 Wo.)FR | BEW26 (14 Wo.)BEW | CH93 (1 Wo.)CH | Erstveröffentlichung: 26. April 2019     |

### Singles
| Jahr | Titel Album                               | Höchstplatzierung, Gesamtwochen, AuszeichnungChartplatzierungen (Jahr, Titel, Album, Platzierungen, Wochen, Auszeichnungen, Anmerkungen) | Höchstplatzierung, Gesamtwochen, AuszeichnungChartplatzierungen (Jahr, Titel, Album, Platzierungen, Wochen, Auszeichnungen, Anmerkungen) | Höchstplatzierung, Gesamtwochen, AuszeichnungChartplatzierungen (Jahr, Titel, Album, Platzierungen, Wochen, Auszeichnungen, Anmerkungen) | Anmerkungen                                         |
| Jahr | Titel Album                               | FR | BEW | CH | Anmerkungen                                         |
| --- | ----------------------------------------- | --- | --- | --- | --------------------------------------------------- |
| 2005 | Histoire de luv’ Million Dollar Boy       | FR6 (18 Wo.)FR | BEW11 (14 Wo.)BEW | CH15 (18 Wo.)CH | K-Maro feat. Shy’m                                  |
| 2006 | Femme de couleur Mes fantaisies           | FR5 (13 Wo.)FR | BEW6 (31 Wo.)BEW | CH30 (23 Wo.)CH | Erstveröffentlichung: 15. September 2006            |
| 2007 | Victoire Mes fantaisies                   | FR4 (23 Wo.)FR | BEW4 (27 Wo.)BEW | CH34 (7 Wo.)CH | Erstveröffentlichung: 1. Februar 2007               |
| 2007 | Oublie-moi Mes fantaisies                 | FR14 (21 Wo.)FR | — | — | Erstveröffentlichung: 14. September 2008            |
| 2008 | La première fois Reflets                  | FR147 (1 Wo.)FR | BEW15 (10 Wo.)BEW | — | Erstveröffentlichung: 25. August 2008               |
| 2008 | Si tu savais Reflets                      | FR2 (29 Wo.)FR | BEW40 (1 Wo.)BEW | CH91 (2 Wo.)CH | Erstveröffentlichung: 17. November 2008             |
| 2010 | Je sais Prendre l’air                     | FR70 (3 Wo.)FR | BEW25 (12 Wo.)BEW | CH68 (7 Wo.)CH | Erstveröffentlichung: 29. März 2010                 |
| 2010 | Je suis moi Prendre l’air                 | FR127 (1 Wo.)FR | — | — | Erstveröffentlichung: 19. August 2010               |
| 2010 | Prendre l’air                             | FR21 (26 Wo.)FR | — | — | Erstveröffentlichung: 10. Dezember 2010             |
| 2011 | Tourne Prendre l’air                      | FR35 (23 Wo.)FR | — | — | Erstveröffentlichung: 15. Juli 2011                 |
| 2011 | En apesanteur Prendre l’air               | FR32 (19 Wo.)FR | BEW28 (15 Wo.)BEW | — | Erstveröffentlichung: 14. November 2011             |
| 2012 | Et alors! Caméléon                        | FR2 Gold · (54 Wo.)FR | BEW4 (25 Wo.)BEW | CH58 (2 Wo.)CH | Erstveröffentlichung: 7. Mai 2012                   |
| 2012 | On se fout de nous Caméléon               | FR24 (27 Wo.)FR | BEW13 (14 Wo.)BEW | — | Erstveröffentlichung: 27. Juli 2012                 |
| 2012 | Et si… Caméléon                           | FR51 (15 Wo.)FR | — | — | Erstveröffentlichung: 5. November 2012              |
| 2013 | Caméléon                                  | FR124 (1 Wo.)FR | — | — | Erstveröffentlichung: 8. April 2013                 |
| 2014 | La malice Solitaire                       | FR25 (16 Wo.)FR | BEW34 (2 Wo.)BEW | — | Erstveröffentlichung: 15. September 2014            |
| 2014 | L’effet de serre Solitaire                | FR29 (15 Wo.)FR | BEW43 (4 Wo.)BEW | — | Erstveröffentlichung: 10. November 2014             |
| 2015 | On s’en va Solitaire                      | FR174 (1 Wo.)FR | — | — | Erstveröffentlichung: 29. Januar 2015               |
| 2015 | Il faut vivre À nos dix ans               | FR128 (2 Wo.)FR | — | — | Erstveröffentlichung: 9. September 2015             |
| 2015 | Tandem À nos dix ans                      | FR171 (1 Wo.)FR | — | — | Erstveröffentlichung: 5. Oktober 2015               |
| 2017 | Mayday Héros                              | FR42 (1 Wo.)FR | — | — | Erstveröffentlichung: 3. Februar 2017 feat. Kid Ink |
| 2017 | Si tu m’aimes encore Héros                | FR34 (22 Wo.)FR | — | — | Erstveröffentlichung: 6. Juli 2017                  |
| Folgende Lieder erschienen nicht als Single, wurden aber durch das Album zum Download und Streaming bereitgestellt und konnten somit eine Platzierung erlangen: |                                           | | | |                                                     |
| |                                           | | | |                                                     |
| 2012 | Veiller tard Génération Goldman (Sampler) | FR155 (1 Wo.)FR | — | — |                                                     |
| 2016 | Vivre ou survivre Balavoine(s) (Sampler)  | FR90 (1 Wo.)FR | — | — |                                                     |
| 2019 | Nous deux Sex in the City                 | FR33 Gold · (11 Wo.)FR | — | — | Lorenzo feat. Shy’m                                 |

Weitere Singles
- 2007: T’es parti
- 2007: Rêves d’enfants
- 2009: Step Back (feat. Odessa Thornhill)
- 2012: Shimisoldiers
- 2018: Madinina